# Burg (Spreewald)
Burg (Spreewald) (dolnołuż. Bórkowy (Błota)) – gmina i miejscowość w Niemczech, w kraju związkowym Brandenburgia, w powiecie Spree-Neiße, siedziba urzędu Burg (Spreewald).

## Turystyka
- Burg (Spreewald) - wystawa wąskotorowego taboru kolejowego,
- Wieża Bismarcka,
- port na Szprewie,
- Muzeum Regionalne (Heimatstube),
- Muzeum NRD.

## Współpraca
Miejscowości partnerskie:
- Bad Sulza, Turyngia
- Chorin, Brandenburgia
- Hatten, Dolna Saksonia
- Leißling, Saksonia-Anhalt
- Zwenkau, Saksonia